# LSV Königgrätz
Der Luftwaffen Sportverein Königgrätz war ein kurzlebiger Sportverein im Deutschen Reich in der damals Königgrätz genannten heutzutage tschechischen Stadt Hradec Králové.

## Geschichte
| Liga und Saison               | Platz |
| ----------------------------- | ----- |
| Gauliga Böhmen-Mähren 1943/44 | 5     |

Der Verein trat das erste Mal zur Saison 1943/44 in der Gruppe Böhmen der Gauliga Böhmen-Mähren an und belegte dort den fünften Platz. Aus dieser Saison ist noch eine 2:6-Heim-Niederlage gegen den LSV Prag-Gbell überliefert.
Zur Saison 1944/45 wurden die Vereine in nun drei Gruppen eingeteilt, die SG blieb dabei in der Gruppe Böhmen. Durch das Voranschreiten des Zweiten Weltkriegs konnte aber kein Spielbetrieb mehr aufgenommen werden. Nach Kriegsende wurde Böhmen wieder Teil der Tschechoslowakei, der Verein wurde aufgelöst.